# Лішанський Юхим Якович
Юхи́м Я́кович Ліша́нський (нар. 26 вересня 1905, Київ — пом. 21 травня 1982, Київ) — український театральний режисер, педагог, заслужений артист УРСР (1938), професор. Сповідував творчі принципи Є. Вахтангова, К. Станіславського, Л. Курбаса.

## Життєпис
Народився 26 вересня 1905 року в Києві.
1922—1925 навчався на режисерському відділенні 3-ї студії МХАТу у Євгена Вахтангова (нині — Державний академічний театр імені Є. Вахтангова).
1925—1926 — навчався в режисерській майстерні мистецького об'єднання «Березіль».
1927—1931 працював режисером у різних театрах Києва, читав лекції у театральному вузі Харкова, керував пересувним театром.
1929 — художній керівник Київського театру малих форм (ТЕМАФ).
1931—1941 — завідувач кафедри режисури Київського театрального інституту. Засновник, художній керівник і режисер Київського театру Червоної армії та Оперної студії Київської консерваторії.
1938 року йому присвоєне звання заслуженого артиста УРСР.
1941—1945 працював у театрах Кустаная, Барнаула, Дніпропетровському театрі ім. Горького.
1947—1982 викладав на кафедрі оперної підготовки Київської консерваторії ім. П. І. Чайковського (1947—1952 — завідувач кафедри, з 1950 — професор).
У нього навчались: Д. Гнатюк, Є. Мірошниченко, А. Мокренко, Л. Руденко.

Могила Юхима Лішанського та його родини, Байкове кладовище

1974—1976 вів курс радіолекцій з майстерності актора й режисера на українському радіо.
Син — заслужений архітектор України Євген Лішанський (нар. 1937).
Помер на 77-му році життя 21 травня 1982 року. Похований разом з родиною на Байковому кладовищі (ділянка № 27а, 50°25′11.28″ пн. ш. 30°30′10.13″ сх. д. / 50.4198000° пн. ш. 30.5028139° сх. д.).

## Постановки опери

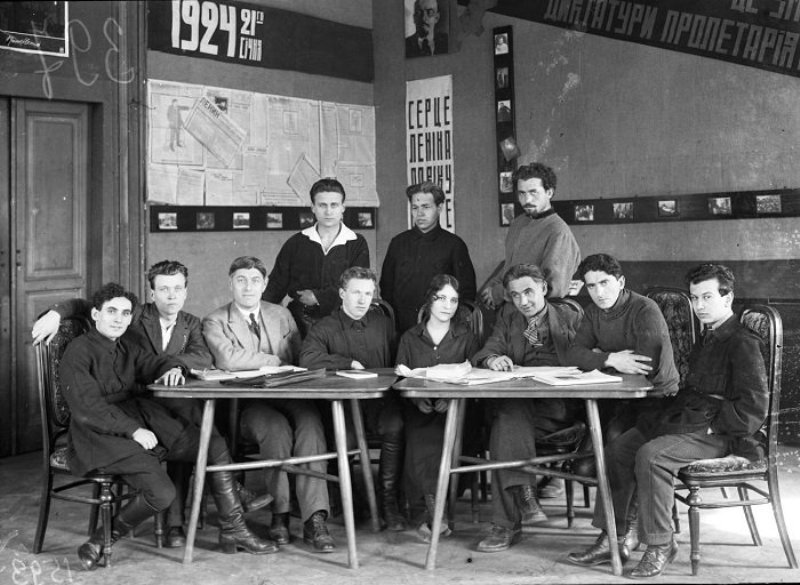
Режисерський штаб «Березілю», 1925 Сидять (зліва направо): Ханан Шмаїн, Я. Бортник, В. Василько, Б. Тягно, З. Пігулович, Л. Курбас, Ф. Лопатинський, Ю. Лішанський.
Стоять: П. Кудрицький, І. Крига, А. Ирій

Київський театр опери та балету ім. Т. Шевченка
- «Дума чорноморська» Б. Яновського
- «Останній рейд» С. Потоцького (1929)
- «Чіо-чіо-сан» Дж. Пуччіні
- «Євгеній Онєгін» і «Черевички» П. І. Чайковського (1953)
- «Чарівна флейта» Моцарта (1938, 1956)

Оперна студія Київської консерваторії
- «Віндзорські кумоньки» О. Нікколаї (1947)
- «Корневільські дзвони» Р. Планкета
- «Весілля в Малинівці» О. Рябова (кінофільм)
- «Казки Гофмана» Ж. Оффенбаха
- «Моцарт і Сальєрі» М. Римського-Корсакова (1975) (остання постановка)

## Драматичні постановки
- «Доходне місце» О. Островського
- «Гроза» О. Островського
- «Одруження» М. Гоголя
- «Продовження буде» А. Бруштейна
- «Інтервенція» Л. Славіна
- «Дні Турбіних» М. Булгакова
- «Російські люди» Симонова
- «Навала» Леонова
- «Весілля Фігаро» Бомарше